# رومن بالایان
رومن بالایان (ارمنی: Ռոման Գուրգենի Բալայան Բալայան؛ انگلیسی: Roman Gurgenovich Balayan زادهٔ ۱۵ آوریل ۱۹۴۱) کارگردان فیلم اهل ارمنستان است. وی در بین سال‌های ۱۹۶۱ تا ۱۹۶۴ در انستیتو دولتی سینما و تئاتر ایروان تحصیل نموده‌است.

## جوایز
وی برندهٔ جوایزی همچون جایزه دولتی اتحاد شوروی شده‌است.

## گزیده فیلمشناسی
- مرغ بهشت (فیلم ۲۰۰۸)